# Ellington '55
Ellington '55 è un album discografico del musicista e compositore jazz Duke Ellington, inciso per l'etichetta discografica Capitol Records nel 1953-1954 e pubblicato nel 1955. L'album include popolari esecuzioni di brani in stile big band da parte dell'orchestra di Ellington. Nel 1999 il disco è stato ristampato in formato CD con l'aggiunta di due bonus tracks.

## Tracce
- Tutti i brani sono opera di Duke Ellington tranne dove indicato diversamente.

1. Rockin' in Rhythm (Ellington, Harry Carney, Irving Mills) - 4:30
2. Black and Tan Fantasy (Ellington, James "Bubber" Miley) - 5:10
3. Stompin' at the Savoy (Benny Goodman, Andy Razaf, Edgar Sampson, Chick Webb) - 5:04
4. In the Mood (Joe Garland, Razaf) - 5:59
5. One O'Clock Jump (Count Basie, Eddie Durham) - 5:12
6. Honeysuckle Rose (Razaf, Fats Waller) - 4:17
7. Happy Go Lucky Local - 5:33
8. Flying Home (Goodman, Lionel Hampton, Eddie Delange) - 6:08
9. Body and Soul (Edward Heyman, Robert Sour, Frank Eyton, Johnny Green) - 4:47 Bonus track su ristampa CD
10. It Don't Mean a Thing (If It Ain't Got That Swing) - 10:17 Bonus track su ristampa CD

## Formazione
- Duke Ellington – pianoforte
- Cat Anderson, Willie Cook, Ray Nance, Clark Terry - tromba
- Alfred Cobbs (tracce 6 & 8), Quentin Jackson, George Jean (tracce 1-5 & 7), Britt Woodman - trombone
- John Sanders - trombone a pistoni (tracce 9 & 10)
- Russell Procope - sax alto, clarinetto
- Rick Henderson - sax alto
- Paul Gonsalves - sax tenore
- Jimmy Hamilton - clarinetto, sax tenore
- Harry Carney - sax baritono, clarinetto basso
- Wendell Marshall - contrabbasso
- Dave Black - batteria
- Jimmy Grissom - voce (traccia 3)
- Billy Strayhorn - celesta (traccia 2)